# Strontian-Pluton
Der Strontian-Pluton ist eine spätkaledonische Quarzmonzodiorit/Granodioritintrusion im Northern Highlands Terrane Schottlands. Die Intrusion erfolgte in der Spätphase der kaledonischen Orogenese während des Silurs zwischen 425 und 418 Millionen Jahren (Ludlow und Pridoli).

## Etymologie

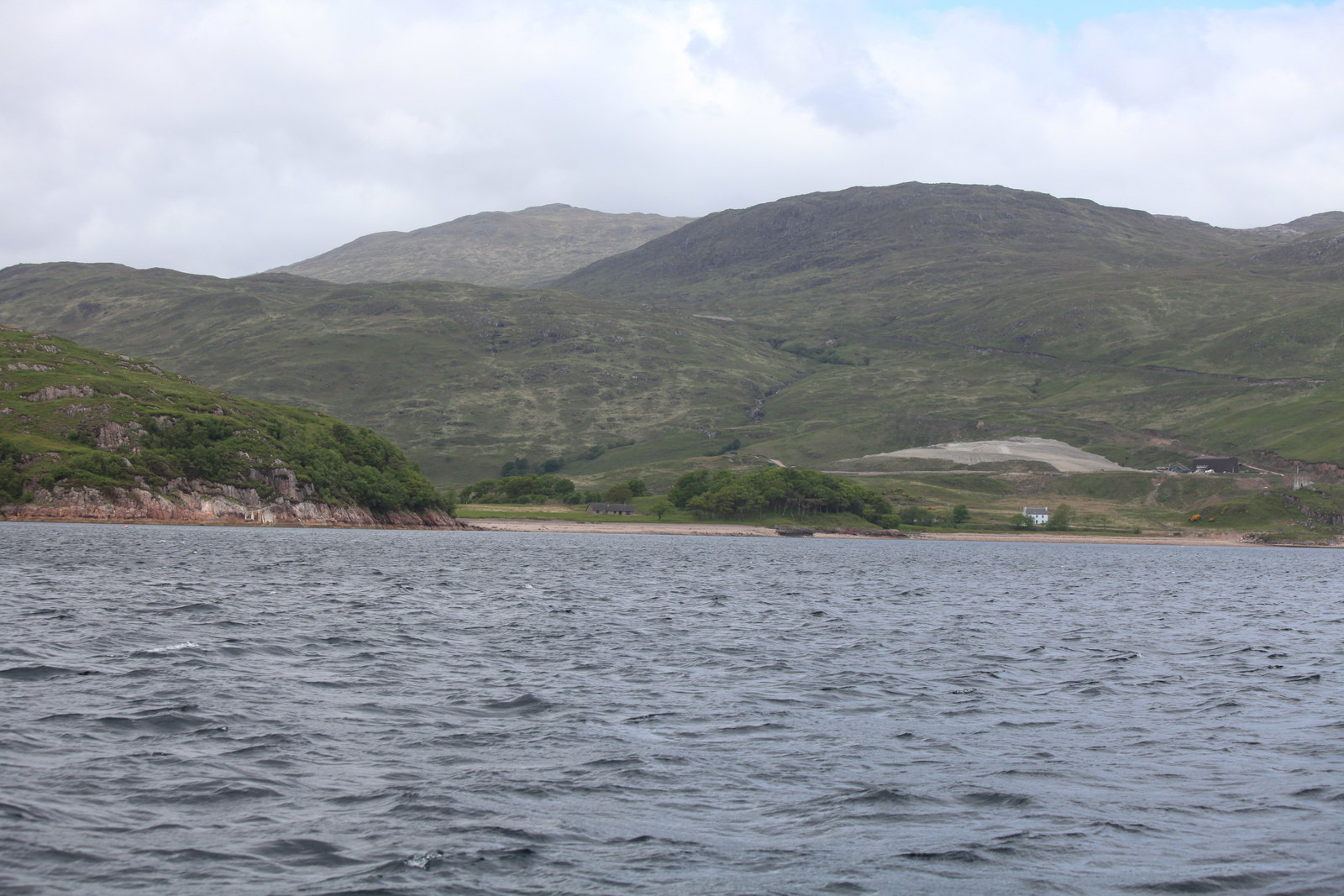
Glensanda gesehen vom Loch Linnhe, links im Vordergrund ist der Strontian-Pluton mit dem Glensanda-Granodiorit aufgeschlossen. Aber auch die rechts dahinterliegende Hügellandschaft gehört zum Pluton.

Der Strontian-Pluton – Englisch Strontian pluton oder auch Strontian granite, Strontian Intrusive Complex bzw. Morvern-Strontian granite – ist nach dem kleinen, ehemaligen Bergbauort Strontian benannt. Im Schottisch-Gälischen heißt der Ort Sròn an t-Sìthein, was so viel wie Spitze des Feenhügels bedeutet. Sròn ist eine Nase, Landspitze, aber auch eine Erhebung oder Bergspitze. An t-Sìthein ist der Genitiv von sídhe – mythologischen Feenwesen.
Nach dem Fundort Strontian wurde außerdem das chemische Element Strontium benannt.

## Geographie
Der Strontian-Pluton hat eine Oberflächenausdehnung von gut 200 Quadratkilometer. In seiner Längsausdehnung in Nord-Süd-Richtung misst er 25 bis 27 Kilometer, bei einer durchschnittlichen Breite von rund 10 bis 12 Kilometer. Er erreicht hierbei im Norden nahezu den Berg Meall a'Ghruith. Gegen die beiden Enden verschmälert sich die Intrusion. Im Zentralabschnitt am Ostrand besitzt der Pluton eine etwa 5 Kilometer lange Apophyse, die ab dem Loch a'Choire das Nordwestufer des Loch Linnhe begleitet. Der Nordabschnitt des Plutons umgibt den Loch Sunart, an dem das namensgebende Strontian liegt. Erwähnenswert ist noch Glensanda am Nordwestufer des Loch Linnhe, der den Pluton auf seiner Südostseite vollkommen abgrenzt. Durch den Loch Linnhe verläuft außerdem die Great Glen Fault, eine vorwiegend sinistrale Seitenverschiebung. Am Ufer des Loch Linnhe erfährt der Pluton eine deutliche Rotfärbung und auch eine Chloritisierung.

## Bearbeitungen
Erste wissenschaftliche Bearbeitungen des Strontian-Plutons erfolgten im Jahr 1928 durch J. F. Scott und im Jahr 1932 durch M. MacGregor und W. Q. Kennedy. Weitere bedeutende Arbeiten erschienen 1963 von P. Sabine und 1965 von M. Munro. Der Tektonik widmete sich im Jahr 1988 D. H. Hutton. Geochemische Arbeiten wurden von A. N. Halliday und Kollegen (1979 und 1984), von P. J. Hamilton und Kollegen (1980), von Barbara M. Kruszewska (1990) und von M. B. Fowler (2008) durchgeführt.

## Einführung

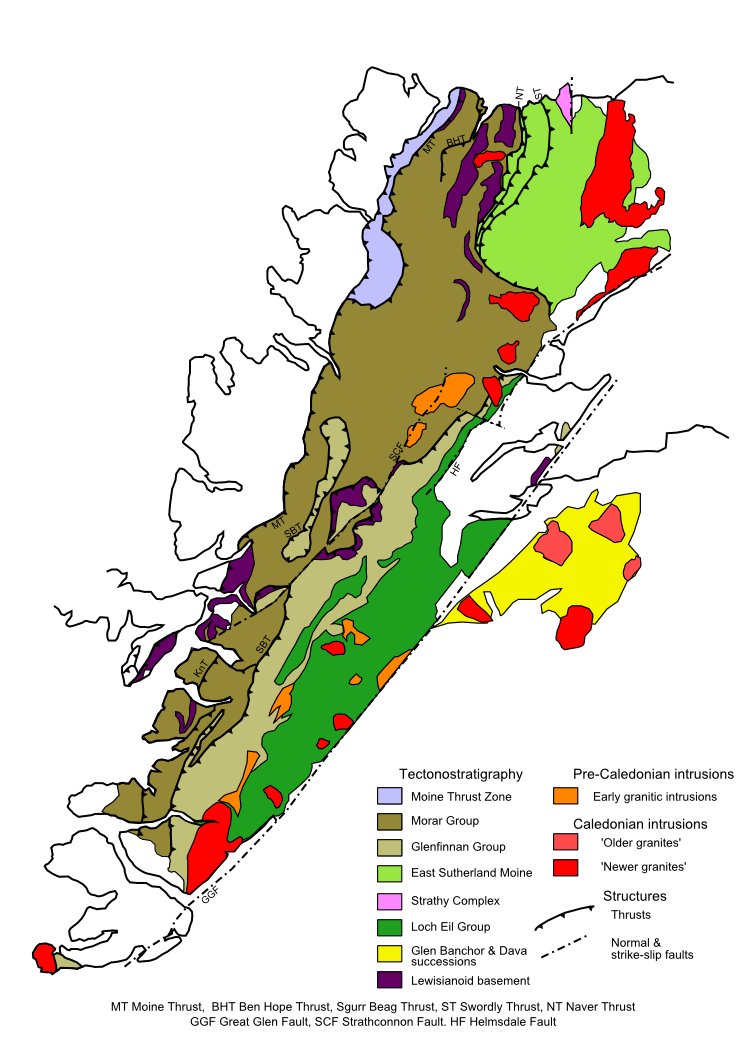
Geologische Karte der Moine Supergroup. Der Strontian-Pluton liegt an der Südspitze oberhalb von Mull auf der Morvern-Halbinsel.

Der zusammengesetzte kalkalkalische Strontian-Pluton (ein Ba-Sr-Granitoid des Mittel- und Hoch-K Typs) war im Verlauf des Silurs während der Spätphase der kaledonischen Orogenese in die Metasedimente der Moine Supergroup eingedrungen, genauer in die im Westen anstehende Glenfinnan Group und in die Loch Eil Group im Nordosten. Die Wirtsgesteine waren im Verlauf der kaledonischen Orogenese unter den Bedingungen der mittleren und oberen Amphibolitfazies metamorphosiert worden. Der Pluton hat einen nahezu 3 Kilometer breiten, Sillimanit-führenden, hochgradigen Kontakthof hinterlassen. Tyler und Ashworth (1982) leiteten hieraus Druckverhältnisse von 0,4 GPa bzw. 400 MPa ab, was in etwa einer Aufdringtiefe von rund 13 Kilometer entspricht und somit direkt unterhalb der spröd-duktilen Übergangszone liegt. Mittlerweile gilt dies als maximale Druckabschätzung, der tatsächliche Auflastdruck wird jetzt mit rund 250 MPa angesetzt – was einer Tiefe von nur 8 Kilometer entspricht. Im Norden durchschneidet der Pluton den West Highland Granite Gneiss – ein ehemaliger Granit präkambrischen Alters. Der Südostrand der Intrusion wird von der Great Glen Fault linksverschiebend abgeschnitten. Der Kompositpluton wird zu den Newer Granites gerechnet, welche gegen Ende bzw. nach Ablauf der Subduktion im Iapetus entstanden waren und jetzt Teil der magmatischen Argyll and Northern Highlands Suite bilden.

## Genese
Nachdem der Iapetus-Ozean subduziert war, erfolgte im Verlauf des Silurs und des Unterdevons die Kontinentalkollision zwischen Laurentia und Baltica sowie Ost-Avalonia. Die Hauptursache für die Entstehung der Newer Granites wird hierbei in einem Abreißen der subduzierenden Platte (engl. slab breakoff) gesehen, welche den Einstrom heißen Asthenosphärenmaterials erst ermöglichte und so die nötige Schmelzwärme lieferte.
Das Northern Highlands Terrane kann petrographisch in eine westliche Gruppe von Syeniten und verwandten Gesteinen und in eine zentral-östliche Gruppe granitischer Plutone mit ihren assoziierten Appiniten unterteilt werden – in letztere Gruppe fällt auch der Strontian-Pluton. Der Pluton wird ferner zum Caledonian Parental Magma Array (abgekürzt CPMA) gerechnet und ist aus einer recht abgereicherten Mantelquelle hervorgegangen – im Gegensatz beispielsweise zum Rogart-Pluton, der aus einer angereicherten Mantelquelle stammt. Anhand geochemischer Element- und Isotopenanalysen wird angenommen, dass der Strontian-Pluton sich sodann nach dem AFC-Modell mittels fraktionierter Kristallisation sowie der Assimilation der umgebenden Moine-Metasedimente entwickelte.

## Petrologie

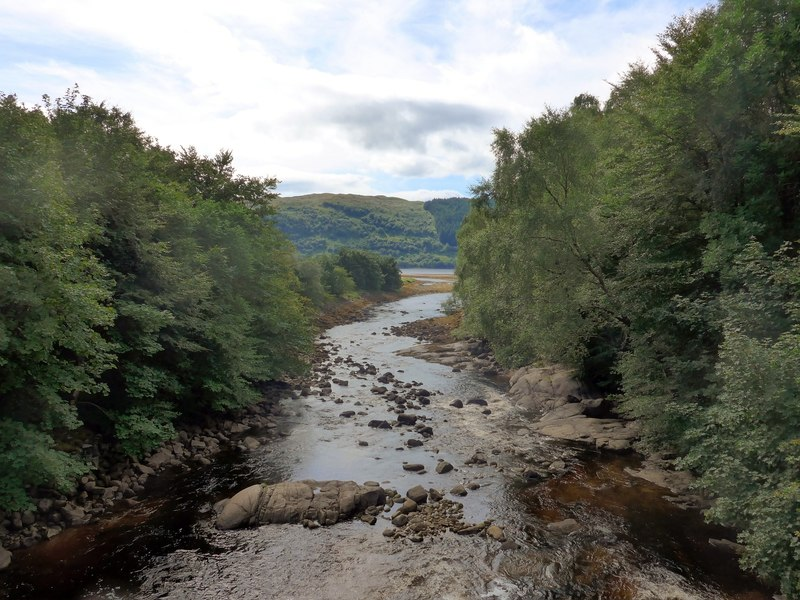
Der Mündungsbereich des Strontian Rivers in den Loch Sunart. Der Fluss fließt nach Südwesten und durchschneidet den porphyrischen Loch-Sunart-Quarzmonzodiorit. Etwas weiter nach links folgt dann bereits die gleichkörnige Fazies.

Der Strontian-Pluton wird petrologisch aus drei mehr oder weniger konzentrischen Fazies aufgebaut. Die beiden äußeren Fazies gehören zum Loch-Sunart-Quarzmonzodiorit, die innere bildet den Glensanda-Granodiorit. Der Loch-Sunart-Quarzmonzodiorit (ehemals Hornblende-Biotit-Granodiorit) kann seinerseits wiederum in zwei Einheiten unterteilt werden – in einen äußeren gleichkörnigen Quarzmonzodiorit (ehemals tonalitischer Granodiorit) und in einen inneren porphyrischen Quarzmonzodiorit (vormals porphyrischer Granodiorit). Der Übergang zwischen den beiden Quarzmonzodioritfazies ist fließend und erfolgt innerhalb weniger Meter. Der porphyrische Quarzmonzodiorit enthält auffallende Phänokristalle von Plagioklas und Alkalifeldspat. Der jüngere Glensanda-Granodiorit (ehemals als Biotit-Granit oder Alkaligranit bezeichnet) durchschneidet im Intrusionszentrum die älteren beiden Fazies des Loch-Sunart-Quarzmonzodiorits als netzartig geschichtete Lagergänge (engl. sheets), bildet aber im Südabschnitt einen kohärent zusammenhängenden Intrusionskörper. Laut Hutton (1988) war der Glensanda-Granodiorit einem Nord-streichenden Seitenast der Great Glen Fault gefolgt.
Der Strontian-Pluton und seine Wirtsgesteine wurden später dann im Perm von Ostsüdost- bis Südost-streichenden Gängen aus Camptonit durchschlagen und in der Trias von Intrusionspfropfen aus Quarz-Dolerit durchsetzt. Im Paläogen folgte dann noch eine weitere Generation an mafischen Intrusionen (ebenfalls Doleritgänge mit Streichrichtung Nordnordwest, Nordnordost, Ostsüdost und Südost).
Eine Besonderheit sind Appinite (aus wasserhaltigem Magma hervorgegangene Meladiorite), die beispielsweise am Kontakt zwischen dem Glensanda-Granodiorit und dem porphyrischen Quarzmonzodiorit im Westen aufgeschlossen sind. Sie erscheinen auch am Südufer des Loch Sunarts in beiden Quarzmonzodiorit-Fazies. Die Appinite treten entweder als mafische Einschlüsse (engl. mafic enclaves oder abgekürzt ME) in den Granitoiden auf oder bilden eigenständige Intrusivkörper. Die mafischen Einschlüsse legen verschiedenartige Durchdringungsstrukturen (engl. mingling textures) mit ihren Wirtgranitoiden an den Tag – was ihre komagmatische Entstehung unterstreicht. Generell werden Intrusivkörper der Appinite als Äquivalente von kalkalkalischen Lamprophyren angesehen. Im Pluton enthalten sind auch eine ganze Reihe teils sehr unterschiedlicher Xenolithen, die sechs verschiedenen Typologien zugeordnet werden können, darunter auch Funde von Moine-Metasedimenten.

### Mineralogie
Der Strontian-Pluton besitzt generell folgenden Mineralbestand:
- Plagioklas
- Alkalifeldspat (Orthoklas und Mikroklin)
- Quarz
- Biotit
- Amphibol (Hornblende).

Als Akzessorien erscheinen die Oxide Sphen, Ilmenit, Magnetit, Titanomagnetit, Rutil, Zirkon, sowie Apatit, Monazit und Allanit. Sulfide wie Pyrit oder seltener Chalkopyrit, Pyrrhotin und Bornit treten nur in Spuren auf. Eine Besonderheit ist das Vorkommen von Myrmekit, das auf postmagmatische metasomatische Veränderungen hinweist.
Die modalen Mineralbestände sind in den drei Fazies des Strontian-Plutons sehr unterschiedlich. Folgende generellen Trends lassen sich hierbei beobachten: der Plagioklasanteil nimmt von der Randfazies nach innen ab – und zwar von 65,8 % (Volumenprozent) im gleichkörnigen Quarzmonzodiorit über 53,7 % im porphyrischen Quarzmonzodiorit hin zu 40,7 % im Granodiorit. In den mafischen Einschlüssen (Appiniten) ist er wesentlich geringer und variiert zwischen 39,8 und 17,1 %. Der Quarzanteil nimmt jedoch konträr von außen nach innen zu. So beträgt er in der gleichkörnigen Fazies 8,06 %, in der porphyrischen Fazies 15,78 % und im Granodiorit 25,67 %. Bei den Appiniten ist der Quarzanteil sehr niedrig (0,70 bis 2,71 %), kann aber in einzelnen Fällen bis auf 18,19 % anwachsen. Der Alkalifeldpatgehalt steigt ebenfalls nach innen an – von 6,03 % am Rand über 19,2 % auf 28,92 % im inneren Granodiorit. Bei den Appiniten ist der Alkalifeldspatanteil niedrig (1,60 % bis 5,52 %), kann aber bei shoshonitischen Vertretern bis auf 15,4 % anwachsen. Die Eisen-Magnesium-Minerale Biotit und Hornblende zeigen ein umgekehrtes Verhalten – ihr Anteil nimmt wie der Plagioklasanteil nach innen ab (Biotit von 10,6 % über 4,5 % nach 1,44 % und Hornblende von 5,81 % über 4,34 % nach 0,49 %). Ihr Anteil ist bei den Appiniten jedoch recht hoch (Biotit 15,6 % bis 31,0 % und Hornblende 20,1 % bis 37,4 %).
Es zeigt sich somit eine Kopplung von Plagioklas mit den Eisen-Magnesium-Mineralen und konträr von Quarz mit Alkalifeldspat.

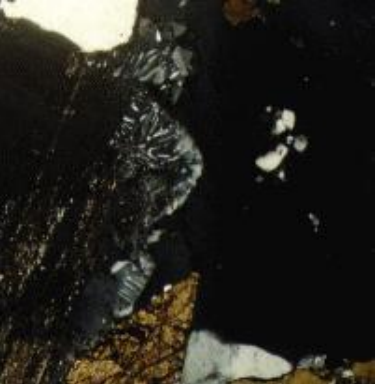
Dünnschliff aus dem porphyrischen Quarzmonzodiorit. Albit-verzwillingter Plagioklaskristall (links) mit Randzone aus Myrmekit gegen Alkalifeldspat (rechts, schwarz). Am unteren Rand von links Titanitraute, Quarz und Biotit.

Der vorherrschend hypidiomorphe Plagioklas (mittlerer Oligoklas bis mittlerer Andesin mit einem Anorthitgehalt von An22 bis An41) ist meist normal zoniert aufgebaut – mit An41-36 im Kern und An32-22 am Rand. Inverser und oszillatorischer Zonarbau sind seltener zu beobachten. Die tafelförmigen Kristalle erscheinen meist frisch und weisen nur stellenweise Serizitisierung auf. Sie zeigen sehr oft multiple Verzwillingung nach dem Albit-Gesetz und auch einfache Verzwillingung nach dem Karlsbader Gesetz. Ihre durchschnittliche Größe beträgt 2 bis 3 Millimeter, einzelne Individuen können aber 10 Millimeter erreichen. Im porphyrischen Quarzmonzodiorit steigt ihre Größe dann auf bis zu 15 Millimeter an. In der gleichkörnigen Fazies erscheint Plagioklas sowohl als Phänokristalle als auch in der Matrix, wohingegen er in der porphyrischen Fazies vorwiegend in der Matrix auftritt. Im Glensanda-Granodiorit sind Phänokristalle von Plagioklas bereits recht selten. Plagioklas kann früh gebildete Biotit- und Hornblendekristalle poikilitisch einschließen.
An bewegungsbedingten Spaltrissen dringt Alkalifeldspat (Mikroklin) in Plagioklaskristalle ein und breitet sich auch im Inneren des Plagioklases aus. Zwischen Alkalifeldspat und Plagioklas erscheint dann oft auch Myrmekit, der kleine, dünne Quarzstängel aufweist, welche in Richtung Alkalifeldspat neigen. Plagioklaskristalle können aber auch vollständig von Alkalifeldspat (Orthoklas) eingeschlossen sein, wobei sich die Plagioklaseinschlüsse konzentrisch im Wirtskristall anordnen.
Lorence Collins (1997) interpretiert das Eindringen des Alkalifeldspats aufgrund spröder Verformungen im Subsolidusbereich. Das weitere Erscheinen von Myrmekit zeigt dann bereits metasomatische Veränderungen an. Die konzentrischen Plagioklaseinschlüsse in Alkalifeldspat werden jedoch als magmatisch gedeutet.
Die Amphibole sind vorwiegend dunkelgrün gefärbte Magnesiohornblenden und Edenit (Tschermakit wird gerade noch realisiert), nur selten treten auch noch aktinolithische Hornblende und Aktinolith hinzu. Ihre Magnesiumzahl schwankt zwischen 55 und 75. Die Amphibole treten in zwei Formen auf: als idiomorphe bis hypidiomorphe Einzelkristalle und als Zusammenballungen (engl. cluster oder clot) von polykristallinen Einzelkristallen im Bereich 100 bis 300 μ. Die im Durchschnitt 1 Millimeter großen Einzelkristalle sind auf die Granitoide beschränkt und in den mafischen Einschlüssen nur sehr selten. Die zonierten, 1 bis 5 Millimeter großen Zusammenballungen finden sich aber hauptsächlich in den mafischen Einschlüssen. Sie werden als reequilibrierte restitische Klinopyroxene angesehen. Einschlüsse in den Amphibolen sind vor allem Apatit sowie untergeordnet Eisen-Titan-Oxide und Plagioklas. Sphen zeigt gelegentlich Verwachsungen mit Amphibolrändern und Biotit erscheint in den Randzonen der Zusammenballungen.
Biotit ist in den Granitoiden der einzige Glimmer (in den mafischen Einschlüssen ist jedoch auch noch Chlorit innerhalb des Sphens anzutreffen). Er ist dunkelbraun und zeigt Zonierung in Hinblick auf Titan und Eisen. Biotit kann aber auch chloritisiert sein.
Der idiomorph, hypidiomorph aber auch xenomorph auftretende Sphen ist in den Quarzmonzodioriten modal mit bis zu 1 Volumenprozent vertreten, wird jedoch im Granodiorit selten. Er kann eine Korngröße von bis zu 1,5 Millimeter erreichen und ist praktisch immer zoniert – darunter Sektorenzonarbau (engl. fir tree zoning), normaler und umgekehrter Zonarbau, Fleckenzonarbau und konzentrisch oszillierender Zonarbau. Einschlüsse im Sphen sind gewöhnlich Apatit, Eisen-Titan-Oxide, Plagioklas, Amphibol, Chlorit und Sulfide.

### Kristallisationsabfolge
Thomas J. Matthews und Kollegen (2023) stellen die Kristallisationsabfolge im Strontian-Pluton wie folgt dar: zuerst kristallisierten Plagioklas, Amphibol und Apatit gemeinsam bei etwa 950 °C. Es folgten sodann ab 880 °C die Eisen-Titan-Oxide. Bei 880 °C liegt ebenfalls die Saturationstemperatur von Zirkonen, die sich in den Quarzmonzodioriten zwischen 880 und 862° und im Granodiorit erst zwischen 847 und 831° bildeten. Sodann erschienen Biotit und Sphen gemeinsam bei etwas über 750 °C. Endkristallisate waren Quarz bei 730 °C und schließlich Alkalifeldspat bei 700 bis 680 °C. Letzterer Temperaturbereich entspricht einem wassergesättigten Granitsolidus.

### Hauptelemente
Die Hauptelemente seien an vier Proben des Strontian-Plutons, an zwei Proben seiner mafischen Einschlüsse und an drei Xenolithen (Darunter ein Moine-Xenolith) dargestellt:
| Oxid Gew. % | Quarzmonzodiorit gleichkörnig | Quarzmonzodiorit porphyrisch | Glensanda-Granodiorit lagig | Glensanda-Granodiorit | Mafischer Einschluss 1 | Mafischer Einschluss 2 | Xenolith 1 | Xenolith 2 | Xenolith Moine |
| ----------- | ----------------------------- | ---------------------------- | --------------------------- | --------------------- | ---------------------- | ---------------------- | ---------- | ---------- | -------------- |
| SiO2        | 62,50                         | 64,00                        | 66,00                       | 72,00                 | 49,00                  | 56,00                  | 60,00      | 65,50      | 66,00          |
| TiO2        | 0,63                          | 1,00                         | 0,65                        | 0,20                  | 0,90                   | 1,45                   | 0,98       | 0,75       | 0,39           |
| Al2O3       | 15,50                         | 15,50                        | 14,50                       | 15,00                 | 10,00                  | 17,70                  | 15,10      | 14,20      | 17,90          |
| Fe2O3tot    | 4,15                          | 4,30                         | 3,05                        | 1,00                  | 8,70                   | 6,80                   | 6,40       | 3,85       | 2,25           |
| MnO         | 0,05                          | 0,06                         | 0,03                        | 0,01                  | 0,14                   | 0,09                   | 0,07       | 0,06       | 0,02           |
| MgO         | 3,30                          | 2,85                         | 2,15                        | 0,60                  | 13,51                  | 4,10                   | 4,00       | 2,75       | 1,35           |
| CaO         | 5,00                          | 2,85                         | 3,50                        | 0,85                  | 9,65                   | 4,60                   | 3,70       | 3,25       | 2,50           |
| Na2O        | 4,91                          | 4,68                         | 4,54                        | 4,70                  | 2,19                   | 5,25                   | 3,37       | 4,10       | 5,80           |
| K2O         | 2,08                          | 3,07                         | 3,03                        | 3,73                  | 2,43                   | 2,30                   | 3,43       | 3,43       | 2,13           |
| P2O5        | 0,30                          | 0,35                         | 0,70                        | 0,06                  | 0,53                   | 0,43                   | 0,39       | 0,25       | 0,15           |
| LOI         | 1,03                          | 1,09                         | 0,98                        | 0,84                  | 2,01                   | 1,39                   | 2,87       | 1,55       | 1,69           |

Bei den Hauptelementen bewegt sich der SiO2-Gehalt des Strontian-Plutons generell zwischen 55 und 75 Gewichtsprozent SiO2. Die beiden Quarzmonzodiorite intermediärer Zusammensetzung überlappen sich zwischen 57 und 66 Gewichtsprozent SiO2. Sie setzen sich sehr deutlich vom Glensanda-Granodiorit ab – letzterer ist felsisch bzw. sauer mit 71 bis 73 Gewichtsprozent SiO2. Die Appinite bewegen sich zwischen 47 und 56 Gewichtsprozent SiO2 und sind daher mafisch (bzw. basisch) bis leicht intermediär. Die Xenolithen sind vorwiegend intermediär, wobei die Xenolithen des Moine von 57 bis 77,8 Gewichtsprozent schwanken und somit deutlich in den felsischen Bereich hineinragen.
Die drei Fazies des Plutons unterscheiden sich auch in ihrer Aluminosität. Die beiden Quarzmonzodiorite und auch die Appinite sind metalumisch bzw. hypalumisch mit Al/Na + K > 1 und Al/Na + K + Ca < 1, wohingegen der Glensanda-Granodiorit bereits einen leichten peralumischen Charakter aufweist mit Al/Na + K > 1 und Al/Na + K + Ca > 1. Der Al2O3-Gehalt schwankt zwischen 10,0 und 17,9 Gewichtsprozent. Peralumisch sind auch einige der Xenolithen, beispielsweise Xenolith 1 und der Moine-Xenolith.
Der MgO-Gehalt variiert zwischen 0,50 und 13,51 Gewichtsprozent, wobei eben die appinitischen Einschlüsse ihren Mantelursprung eindeutig mit zum Teil sehr hohen MgO-Werten zu erkennen geben. Die niedrigsten Konzentrationen finden sich im Glensanda-Granodiorit, der noch wesentlich stärker an MgO abgereicherter ist als der Quarzmonzodiorit. Der Moine-Xenolith ist ebenfalls stark abgereichert.
Das Gesamteisen verhält sich analog zu MgO, die Variation beträgt hier 0,75 bis 8,70 Gewichtsprozent, und auch in diesem Fall finden sich die hohen Werte bei den mafischen Einschlüssen. Der Glensanda-Granodiorit zeigt mit 0,75 Gewichtsprozent den niedrigsten Eisengehalt.
Bei den Alkalien besitzt Na2O eine Vormacht gegenüber K2O. Die K2O-Werte sind am niedrigsten in der gleichkörnigen Quarzmonzodiorit-Fazies (um 2,0 Gewichtsprozent), etwas höher bei der porphyrischen Fazies (um 3,0 Gewichtsprozent) und erreichen beim Glensanda-Granodiorit 3,73 Gewichtsprozent. Die Appinite liegen zwischen 2,0 und 3,3 Gewichtsprozent.
Der CaO-Gehalt verhält sich analog zu den Eisen-Magnesium-Oxidwerten mit teils recht hohen Werten bei den Appiniten (bis 9,65 Gewichtsprozent) und einem sehr niedrigen Wert von 0,85 Gewichtsprozent im Glensanda-Granodiorit.

#### CIPW-Norm
Normiert sind die Hauptgesteine des Strontian-Plutons alle an Quarz gesättigt, d. h. Feldspatvertreter (Leucit und Nephelin) tauchen in der Norm nicht auf. Ein Großteil der Proben ist auch Korund-normativ und somit teilweise auch an Aluminium gesättigt. Olivin ist in der Norm der Granitoide nicht verwirklicht, Diopsid kann erscheinen. Olivin tritt normativ aber sehr wohl in Xenolithen und in Meladioriten (Appiniten) auf, wobei normativer Quarz verschwindet.
Hier die Normierung der oben angeführten Proben:
| Normmineral Gew. % | Quarzmonzodiorit gleichkörnig | Quarzmonzodiorit porphyrisch | Glensanda-Granodiorit lagig | Glensanda-Granodiorit | Mafischer Einschluss 1 | Mafischer Einschluss 2 | Xenolith 1 | Xenolith 2 | Xenolith Moine |
| ------------------ | ----------------------------- | ---------------------------- | --------------------------- | --------------------- | ---------------------- | ---------------------- | ---------- | ---------- | -------------- |
| Q                  | 11,39                         | 14,17                        | 18,83                       | 27,68                 |                        |                        | 11,76      | 17,59      | 16,65          |
| C                  |                               | 0,25                         |                             | 2,02                  |                        |                        | 0,12       |            | 2,22           |
| Or                 | 12,29                         | 18,14                        | 17,90                       | 22,04                 | 14,36                  | 13,59                  | 20,27      | 20,27      | 12,58          |
| Ab                 | 41,53                         | 39,58                        | 38,40                       | 39,75                 | 17,44                  | 44,40                  | 28,50      | 34,68      | 49,05          |
| An                 | 14,12                         | 11,54                        | 10,24                       | 3,32                  | 10,28                  | 17,95                  | 15,62      | 10,22      | 10,47          |
| Di                 | 6,60                          |                              | 1,35                        |                       | 26,77                  | 1,52                   |            | 3,20       |                |
| Hy                 | 9,06                          | 10,72                        | 7,34                        | 2,38                  |                        | 14,36                  | 16,15      | 8,79       | 5,45           |
| Mt                 | 1,54                          | 1,60                         | 1,13                        | 0,37                  | 3,23                   | 2,53                   | 2,38       | 1,43       | 0,84           |
| Il                 | 1,20                          | 1,90                         | 1,23                        | 0,38                  | 1,71                   | 2,75                   | 1,86       | 1,42       | 0,74           |
| Ap                 | 0,71                          | 0,83                         | 1,66                        | 0,14                  | 1,26                   | 1,02                   | 0,92       | 0,59       | 0,36           |
| Cc                 | 0,20                          | 0,11                         | 0,32                        | 0,18                  | 0,20                   | 0,07                   | 0,07       | 0,11       | 0,34           |

Die normierte Quarzkomponente steigt stetig in Richtung Glensanda-Granodiorit an. Auch die Orthoklaskomponente ist im Granodiorit erhöht. Jedoch verfällt die Anorthit- und auch die Magnetitkomponente. Die späten Schichtlagen verhalten sich gegenüber dem Granodiorit teilweise auf stark abweichende Weise. Die mafischen Einschlüsse (Appinite) sind an Quarz untersättigt. Es erscheint daher oft eine Nephelin- und auch eine Olivinkomponente. So hat der mafische Einschluss 1 bereits 0,59 Gewichtsprozent Ne und 21,55 Gewichtsprozent Ol. Der mafische Einschluss 2 hat kein Nephelin, wieder etwas Diopsid und nur wenig Olivin (0,76 Gewichtsprozent Ol). Die mafischen Einschlüsse heben sich somit auch in ihren Normmineralen deutlich von den Granitoiden ab. Die Xenolithen sind wieder an Quarz und manchmal auch an Aluminium gesättigt.

### Spurenelemente
| Spurenelement ppm | Quarzmonzodiorit gleichkörnig | Quarzmonzodiorit porphyrisch | Glensanda-Granodiorit lagig | Glensanda-Granodiorit | Mafischer Einschluss 1 | Mafischer Einschluss 2 | Xenolith 1 | Xenolith 2 | Xenolith Moine |
| ----------------- | ----------------------------- | ---------------------------- | --------------------------- | --------------------- | ---------------------- | ---------------------- | ---------- | ---------- | -------------- |
| Ba                | 1055                          | 871                          | 985                         | 894                   | 695                    | 555                    | 1125       | 982        | 398            |
| Cr                | 105                           | 65                           | 102                         | 12                    | 337                    | 105                    | 140        | 105        | 30             |
| Cu                | 9                             | 20                           | 21                          | 10                    | 41                     | 52                     | 102        | 50         | 20             |
| Li                | 13                            | 18                           | 26                          | 56                    | 23                     | 35                     | 38         | 22         | 25             |
| Ni                | 12                            | 88                           | 31                          | 39                    | 338                    | 95                     | 159        | 91         | 54             |
| Rb                | 40                            | 62                           | 85                          | 130                   | 75                     | 87                     | 97         | 82         | 57             |
| Sc                | 3                             | 9                            | 6                           | 3                     | 23                     | 15                     | 15         | 11         | 3              |
| Sr                | 745                           | 1009                         | 815                         | 503                   | 772                    | 1197                   | 926        | 783        | 1155           |
| V                 | 39                            | 86                           | 60                          | 21                    | 132                    | 144                    | 131        | 81         | 54             |
| Y                 | 11                            | 20                           | 14                          | 10                    | 26                     | 30                     | 23         | 16         | 8              |
| Zn                | 86                            | 65                           | 46                          | 39                    | 88                     | 98                     | 94         | 57         | 42             |

Die Spurenelemente (verglichen mit Chondriten) zeigen ein recht einheitliches Verhalten unter den einzelnen Granitoidfazies. Generell lässt sich eine Korrelation zwischen abnehmendem Gehalt an Seltenen Erden und zunehmendem SiO2-Gehalt beobachten, wobei die Abfolge von Appiniten zu Quarzmonzodioriten und Granodiorit verläuft. Die niedrigsten Werte weist der Glensanda-Granodiorit auf, welcher sich auch in diesem Fall recht klar von den Quarzmonzodioriten abhebt. Letztere legen kein einheitliches Verhalten an den Tag, sondern überlappen sich innerhalb der beiden Fazies. Die Appinite gehen großteils mit den Quarzmonzodioriten konform. Die Xenolithen zeigen ein recht variables Verhalten. Der Moine-Xenolith ist sehr reich an Strontium, jedoch sehr arm an Barium und Yttrium. Er zeigt abgesehen von Barium und Strontium gewisse Ähnlichkeiten zum Glensanda-Granodiorit. Alle Fazies sind stark an LREE angereichert, jedoch an HREE abgereichert. Europium besitzt nur eine schwach negative bis fehlende Anomalie.
Das Element Lanthan (LREE) zeigt die stärkste Anreicherung gegenüber Chondriten, mit einem Faktor knapp unter 500 bei den Appiniten, jedoch nur noch 100 beim Granodiorit. Dazwischen liegen die Quarzmonzodiorite. Die deutlichste Abreicherung besitzt Ytterbium (HREE), bei den Appiniten herunter bis Faktor 7, beim Granodiorit sogar nur noch Faktor 4, beim porphyrischen Quarzmonzodiorit Faktor 6 und beim gleichkörnigen Quarzmonzodiorit Faktor 10.
Die LILE Barium, Strontium und auch Rubidium besitzen im Strontian-Pluton generell hohe Werte – wie dies auch schon aus der Klassifizierung als Barium-Strontium-Granitoid zu entnehmen ist. Die Variationsbreite für Barium beträgt 377 bis 1175 ppm, wobei der gleichkörnige Quarzmonzodiorit den niedrigsten und der Granodiorit den höchsten Wert besitzt. Die mafischen Einschlüsse bleiben vergleichsweise niedrig. Strontium mit einer Variationsbreite von 352 bis 1248 ppm hat seinen höchsten Wert im porphyrischen Quarzmonzodiorit und ist negativ mit dem steigenden SiO2-Gehalt korreliert. Rubidium mit einer Variationsbreite von 40 bis 162 ppm folgt in etwa dem Verhalten von Barium, zeigt aber im Gegensatz zu Barium eine eindeutige positive Korrelation mit steigendem SiO2-Gehalt.
Das hoch kompatible Element Chrom hat in den Granitoiden eine Variationsbreite von 8 bis 220 ppm und ist negativ mit steigendem SiO2-Gehalt korreliert. Der höchste Wert erscheint im gleichkörnigen Quarzmonzodiorit, der niedrigste im Glensanda-Granodiorit. In den mafischen Einschlüssen erreicht Chrom sehr hohe Werte. Nickel, ebenfalls hoch kompatibel und mit Chrom assoziiert, variiert zwischen 12 und 160 ppm. Auch hier ist eine negative Korrelation mit SiO2 zu beobachten.

### Isotopengeochemie
Folgende Isotopenwerte sind vom Strontian-Pluton bekannt:
- Bei εNd schwanken die Werte für Quarzmonzodiorite (mit SiO2-Gehalt um 63 Gewichtsprozent) zwischen 0,3 und 1,4. Die Appinite (SiO2-Gehalt um 50 Gewichtsprozent) liegen bei 0,1.
- Das Verhältnis 87Sr/86Sri bewegt sich bei Quarzmonzodioriten zwischen 0,70527 und 0,70559, bei Appiniten ist es mit 0,70577 etwas höher.
- Das Sauerstoffisotop δ18O beträgt bei Quarzmonzodioriten 6,7 bis 8,0 ‰ und bei Appiniten 6,7 ‰.
- Im Einzelmineral Zirkon wurde εHf mit − 2,3 bis − 0,3 in Quarzdioriten und mit − 1,7 in Appiniten bestimmt.[21]

Im Diagramm εNd gegenüber 87Sr/86Sri plottet der Strontian-Pluton etwas oberhalb und rechts von Bulk Silicate Earth (silikatische Gesamterde mit Nullpunkt bei εNd = 0,51264 und 87Sr/86Sri = 0,70520). Das Gestein berührt außerdem gerade noch das Feld der ozeanischen Inselbogenbasalte (OIB). Das abgereicherte Gestein (erkennbar an den leicht positiven εNd-Werten) sitzt somit in der Nähe des Mantle Arrays, gibt aber durch Subduktion modifizierten Mantel zu erkennen (durch die etwas erhöhten 87Sr/86Sri-Werte). Es liegt nicht direkt auf der CPMA-Linie, sondern etwas rechts davon. Anhand der Isotopen unterscheidet es sich teils recht deutlich von anderen Newer Granites, die meist eine angereicherte Signatur aufweisen.

## Alter
Der äußere gleichkörnige Quarzmonzodiorit wurde mittels der Uran-Blei-Methode an Zirkon und Sphen datiert und erbrachte Alter zwischen 425 und 423 Millionen Jahren. Der Glensanda-Granodiorit wurde 1993 von Paterson und Kollegen auf 418 ± 1 Millionen Jahre datiert. Geländeverhältnisse plädieren jedoch für einen wesentlich geringeren Altersunterschied (als 7 Millionen Jahre) zwischen den beiden Gesteinsgruppen.

## Geodynamische Situierung

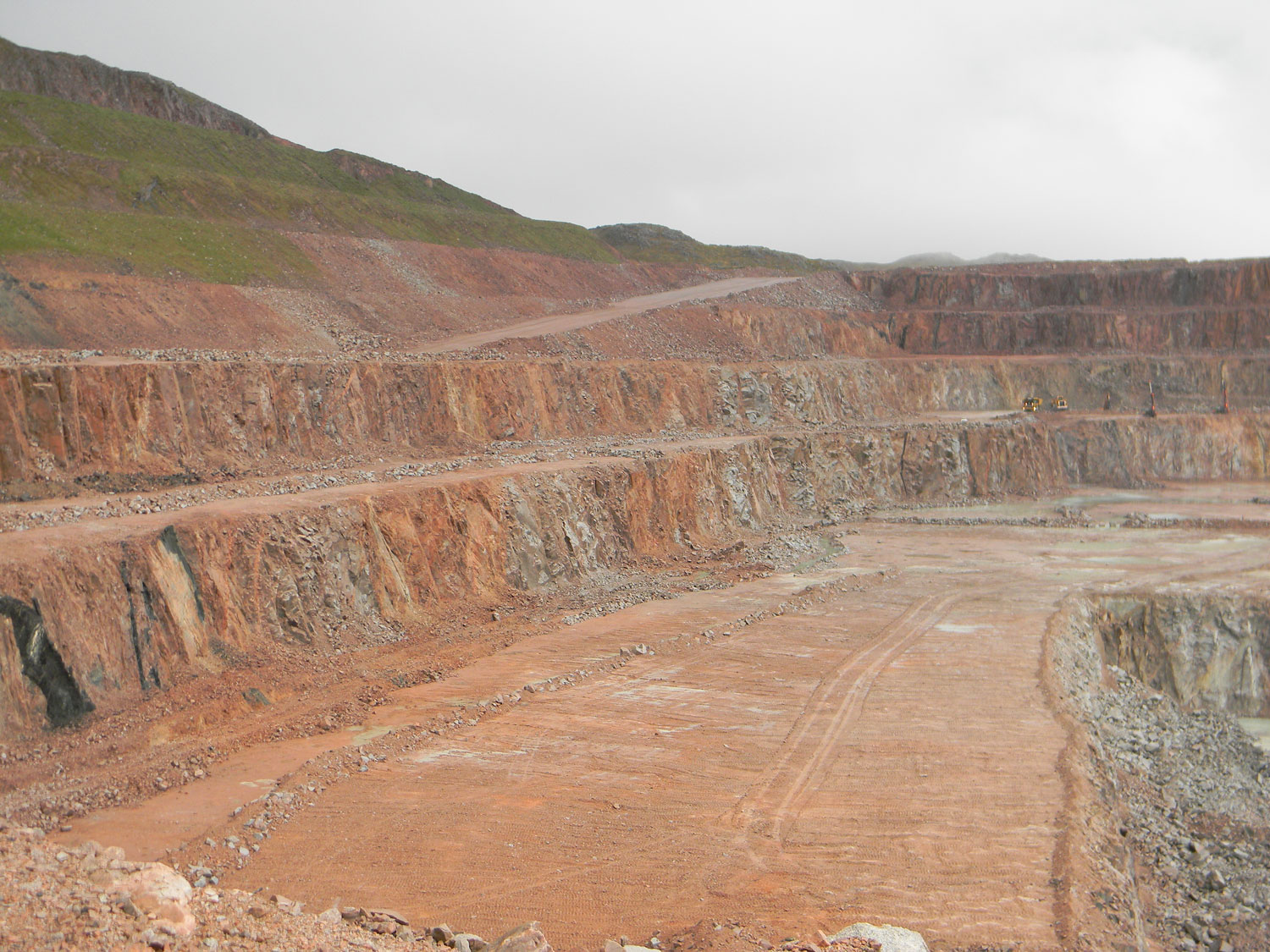
Der riesige Steinbruch bei Glensanda im Glensanda-Granodiorit. Links im Vordergrund steilstehende dunkle Appinitbänder. Auffallend die rote Gesteinsfärbung.

Wie bereits angesprochen resultierte die paläozoische kaledonische Gebirgsbildung aus der langsamen Schließung des Iapetus-Ozeans, der den Raum zwischen Laurentia, Baltica, Ost-Avalonia und mehreren kleineren Inselbogenterranen einnahm. Eine ordovizische Inselbogen-Kontinent-Kollision (bis 465 Millionen Jahre) gefolgt von einer Mikrokontinent-Kontinent-Kollision (im Zeitraum 450 bis 446 Millionen Jahre – dieses Ereignis wird auch als Grampian 2 bezeichnet) war wahrscheinlich im Zeitraum 488 bis 465 Millionen Jahre die Ursache für die eigentliche Grampian-Orogenese (engl. Grampian Orogeny). Danach begann der Iapetus-Ozean bis etwa 437 Millionen Jahre zu subduzieren.
Eine weitere, schräg erfolgende Kontinent-Kontinent-Kollision zwischen Laurentia und Baltica führte dann nördlich der Great Glen Fault (im Northern Highlands Terrane) im Zeitraum 437 bis 415 Millionen Jahren zur Skandischen Orogenese (engl. Scandian Orogeny). Die Skandische Orogenese ist mit regional bedeutsamen Seitenverschiebungen verknüpft, die von etwa 430 bis 395 Millionen Jahren andauerten. Die Orogenese überlappt ferner zeitlich mit der Kollision Ost-Avalonia-Inselbogen-Laurentia, die aber vorwiegend den Süden Schottlands und England betraf. Der Slab breakoff (Abreißen der subduzierenden Platte) wird um 428 Millionen Jahre innerhalb der Skandischen Orogenese situiert. Dies war ein einschneidendendes geodynamisches Ereignis in Schottland, das nicht nur die zahlreichen Granitoide mit ihrem assoziierten Vulkanismus entstehen ließ, sondern auch durch das Herausheben der Grampian Highlands und die beginnende Sedimentation des Lower Old Red Sandstone gekennzeichnet wird.
Als Folgeerscheinung der geodynamischen Bewegungen entstand zwischen 426 und 390 Millionen Jahren ein weitläufiger Magmatismus, dessen Intrusivkörper (darunter auch der Strontian-Pluton) sensu Read (1961) als Newer Granites tituliert werden. Im Northern Highlands Terrane waren dies anfangs der Clunes-Pluton, der Ratagain-Pluton und der Strontian-Pluton, denen jedoch als Vorläufer der Cluanie-Pluton (434 bis 430 Millionen Jahre) vorausgegangen war. Es folgten der Rogart-Pluton, der Scaddle-Pluton, der Halladale-Pluton, der Loyal-Pluton und der Naver-Pluton. Zwischen 420 und 410 Millionen Jahren entstand der Ross-of-Mull-Pluton und es bildete sich auch die zweite Phase am Strontian-Pluton mit dem Glensanda-Granodiorit. Der letzte Intrusivkörper des Northern Highlands Terrane war der Rosemarkie-Pluton, der zwischen 404 und 396 Millionen Jahren eingedrungen war. Dieser ist aber bereits zur Acadischen Orogenese (405 bis 390 Millionen Jahre) zu rechnen.

## Zusammenschau

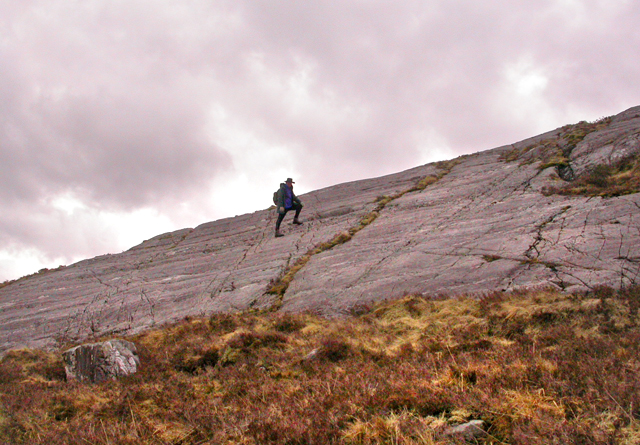
Quarzmonzodiorit mit Gletscherschliff in Richtung Beinn Resipol im Norden

Der äußere gleichkörnige Quarzmonzodiorit und der sich nach innen anschließende porphyrische Quarzmonzodiorit sind petrographisch und geochemisch miteinander verwandt. Auf den ersten Blick wecken sie den Anschein, als dass sie als eine einzige Intrusion in die Moine-Wirtsgesteine eingedrungen waren. Detaillierte geochemische Untersuchungen legen jedoch ihren unterschiedlichen, heterogenen Charakter an den Tag. Auch wenn der Glensanda-Granodiorit oft demselben geochemischen Trend folgt, so stellt er dennoch ein eigenständiges Intrusivereignis in den noch warmen Quarzmonzodiorit dar. Er zeigt so gut wie keine Abkühlungsstrukturen. Die später folgenden granodioritischen Schichtlagen intrudierten dann ebenfalls in den noch warmen Quarzmonzodiorit.
Ein geochemischer Vergleich der Xenolithen, der Meladiorite und der Granitoide ergibt, dass die Xenolithen weder mit den Meladioriten noch den Granitoiden magmatisch verwandt sind, die beiden letzteren sich also nicht aus ihnen herleiten lassen. Die Isotopenanalysen von Holden (1987) unterstützen dies. Die Xenolithen sind gewöhnlich arm an SiO2, nehmen aber ein sehr weites Spektrum zwischen 50 und 60 Gewichtsprozent ein. Es erscheint daher extrem schwierig, ihre unterschiedlichen Zusammensetzungen allein durch Fraktionierung oder Vermischungsprozesse voneinander ableiten zu wollen. Folglich wird angenommen, dass bereits verschiedene unterschiedliche Quellmagmen für die Xenolithen an Ort und Stelle zugegen waren.
Die Meladiorite (Appinite) heben sich ihrerseits geochemisch stark vom Trend Xenolithen-Granitoide ab und besitzen außerdem Kumulatvergesellschaftungen. Ihre Intrusionen bilden vereinzelte individuelle Körper, die nicht aus einem einzigen Magmenkörper hervorgegangen sind. Dennoch zeigen beispielsweise die Uileann-Diorite im Glensanda-Granodiorit eine vergleichbare Mineralogie zu den Meladioriten in den Quarzmonzodioriten.
Somit lässt sich zusammenfassen: sowohl der gleichkörnige als auch der porphyrische Quarzmonzodiorit bilden Teil einer einzigen Intrusion. Ihr folgte durch fraktionierte Kristallisation die Bildung des Granodiorits. Die anschließenden granodioritischen Lagenintrusionen, Xenolithen und mikrodioritischen Gänge hatten sich wahrscheinlich magmatisch bereits weit tiefer vermischt, als das jetzige Aufschlussniveau zu erkennen gibt. Auch die Meladiorite sind teilweise durch Magmenmischung hervorgegangen, auch wenn sie in den meisten Fällen eindeutig als reine Akkumulationsprodukte anzusehen sind.
Mischprozesse in tieferen Bereichen bedingen die Gegenwart von sauren/granitischen und mafischen Schmelzen. Dennoch lassen sich hiermit nicht alle angetroffenen Gesteinstypen erklären. Denn für die Xenolithen und die Mikrodioritgänge musste bereits dioritisches Material vorhanden gewesen sein – so wie zusätzlich eine an Quarz-Phänokristall reiche Komponente zugegen war. Diese beiden Komponenten vermischten sich miteinander, als die Magmenkammer die Quarzmonzodiorite fraktionierte.
Der Strontian-Pluton stellte letztlich den Aufstiegsweg für eine ganze Reihe von Magmen dar, welche sich in unterschiedlichem Maße miteinander vermischten. Ganz analoge Verhältnisse sind generell auch in der Assoziation Appinite-Granitoide zu beobachten.

## Bergbau und Rohstoffe

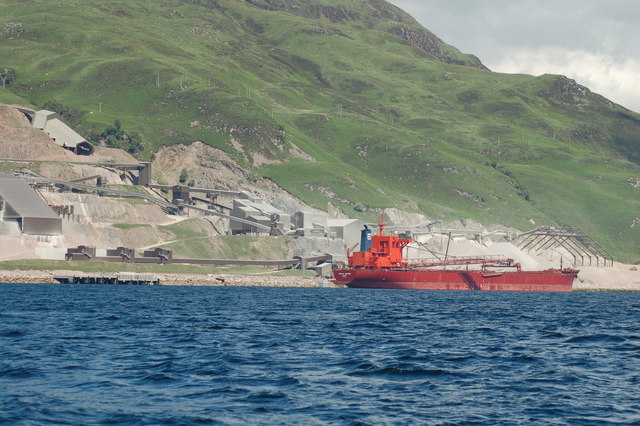
Verladungsstelle des Glensanda-Steinbruchs am Loch Linnhe

Im Jahr 1722 wurde von Sir Alexander Murray in den Hügeln nördlich von Strontian Bleiglanz entdeckt. Er steckt in Adern der Moine-Metasedimente, die ausgehend vom Quarzmonzodiorit mineralisiert worden waren. Bereits 1725 erfolgte dann die Gründung eines Bergwerkes, in dem neben Blei auch Silber und Zink gefördert wurden. Die Bergbauaktivitäten hatten bereits 1730 ihren Höhepunkt erreicht, wobei mehrere hundert Bergarbeiter beschäftigt waren. Im Jahr 1790 kam es zur Entdeckung von Strontianit (SrCO3) durch Adair Crawford und William Cruickshank. Im Strontianit konnte Humphry Davy sodann im Jahr 1808 das nach Strontian benannte Element Strontium isolieren. Seitdem extrahierten 5 Bergwerke (Bellesgrove, Clashgorm, Corrantee, Fee Donald und Whitesmith) verschiedene, aus dem Strontian-Pluton stammende Metalle mit wechselndem Erfolg. Spezielle Mineralfunde sind Brewsterit, Harmotom und auch Baryt. Seit den 1980ern ist der Bergbau so gut wie erloschen.
Etwas nördlich von Glensanda befindet sich seit 1982 ein Riesensteinbruch am Berg Meall na h-Easaiche, in dem der Glensanda-Granodiorit abgebaut wird. Er wird zu Schotter und Aggregat weiterverarbeitet und dann am Ufer des Loch Linnhes bei Glensanda auf ein Transportschiff verladen. Die Initiative ging auf die Firma Foster Yeoman zurück, der Steinbruch wurde aber dann von den Aggregate Industries übernommen. Seitdem werden jährlich 6 Millionen Tonnen Granodioritaggregat gewonnen und in die ganze Welt verschifft. Die Reserven des Steinbruchs werden auf rund 100 Jahre angesetzt. Der Steinbruch liegt etwa 2 Kilometer hinter dem Loch Linnhe, um seinen negativen optischen Eindruck etwas zu kaschieren. Er schneidet sich auf einem Niveau von 500 Meter in den Berghang ein. Der gesprengte und zerbrochene Granodiorit wird vom Kreiselbrecher Glory Hole – einer neuen innovativen Technologie – eingefangen und zermahlen und dann mittels Förderbändern zur Verladestelle weitertransportiert.

## Photogalerie

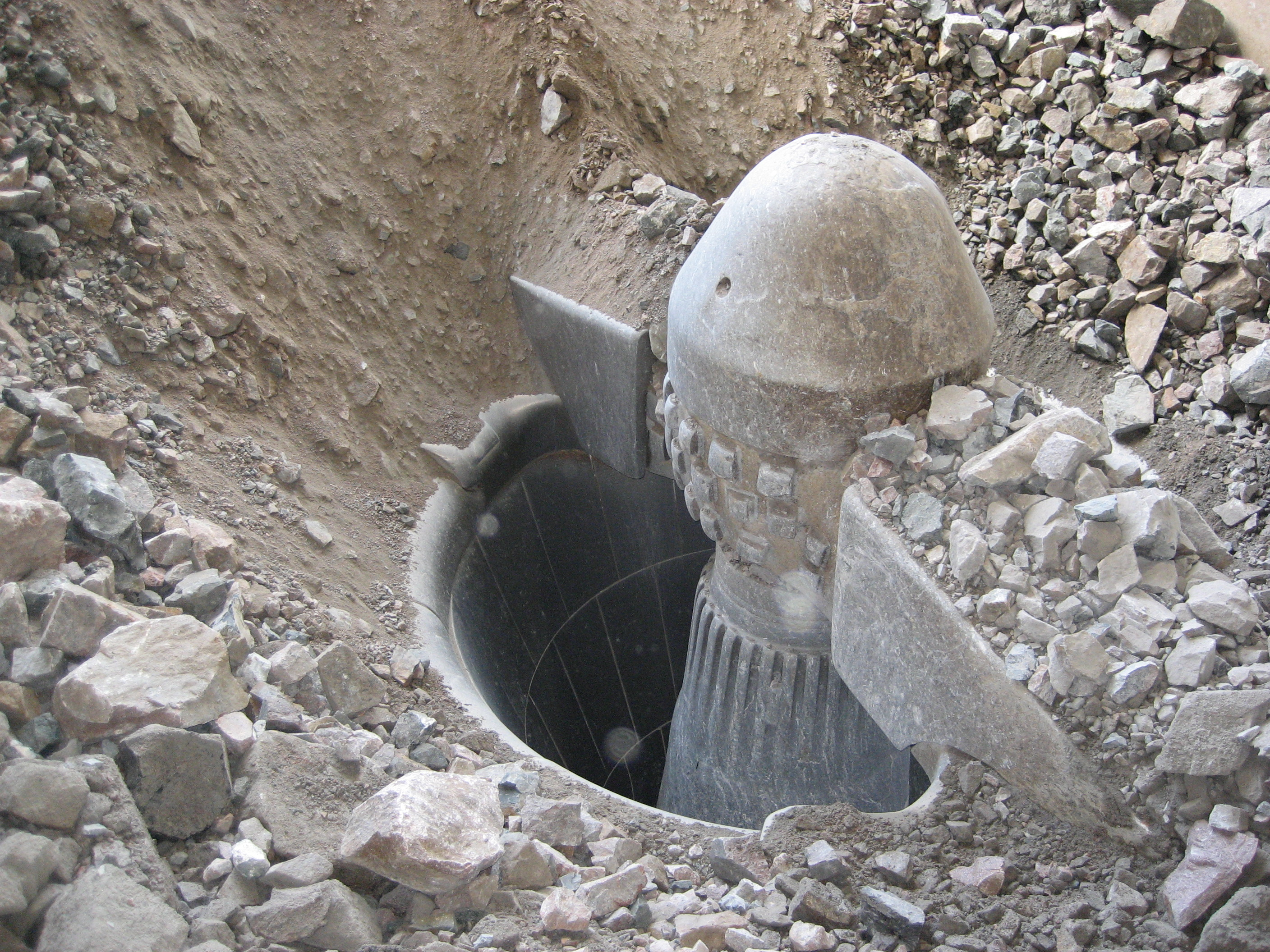
Der Kreiselbrecher Glory Hole umgeben von zerrüttetem Glensanda-Granodiorit
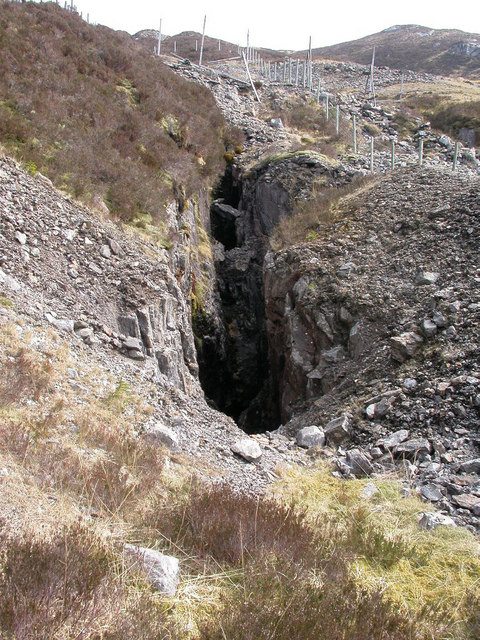
Hauptader des verlassenen Corrantee-Bleibergwerks
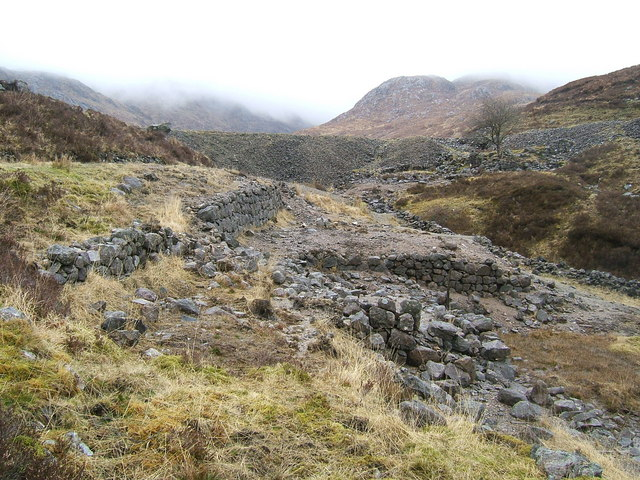
Das Bergwerk Fee Donald
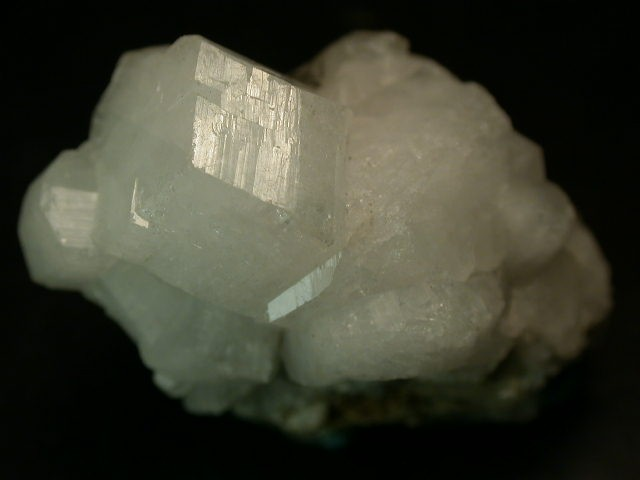
Harmotom von Bellesgrove